# カラスの親指
『カラスの親指 by rule of CROW’s thumb』（カラスのおやゆび バイ・ルール・オブ・クロウズ・サム）は、道尾秀介による日本の推理小説。
初出は『メフィスト』2007年9月号、2008年1月号、5月号で、2008年に講談社にて単行本化された。のちに第144回直木賞を受賞した道尾が初めて直木賞候補（第140回）となった作品であり、ほかに第30回吉川英治文学新人賞候補、第62回（2009年）日本推理作家協会賞（長編及び連作短編集部門）を受賞している。
2012年に映画化された。
2019年には続編となる『カエルの小指 a murder of crows』が出版されている。

## あらすじ
タケこと武沢竹夫はやさぐれたベテランの詐欺師。元はまっとうなサラリーマンだったが、肝臓を悪くした妻が病死。その後、闇金の取り立てで職を失う。なし崩しに借金取りにさせられ、ヒグチというヤクザに追い込みを命じられる。良心の呵責から経理資料を警察に持ち込んだ結果、ヒグチたちは逮捕されたが、タケは自宅を放火され、幼い娘を失う。なにもかも失ったタケは自殺を図ろうとするも死にきれず、復讐を恐れ逃げ回る生活を余儀なくされていた。
そんなとき、あることがきっかけで男(テツ)に出会う。自分も追い詰められた過去を持つタケは、テツを拾い、二人はコンビを組んで仕事を重ねる。ある日ラーメン屋で食事をしていた二人は、住んでいるアパートが火事になったことを知り慌てて逃げ出す。
タケとテツは綾瀬に一軒家を借りて新生活を始めた。上野での一仕事のあと、二人はスリに失敗した少女(まひろ)を見かけて逃がしてやる。その後、まひろから生活に窮していることを聞かされたタケは、一万円札を渡し、困ったことがあればウチに来いと誘う。
ある朝、タケがドアを開けると、前にはボストンバッグを持ったまひろがいた。まひろを歓迎した二人は、その後、家前にいた仔猫(トサカ)とも暮らすようになる。さらにはまひろの計らいにより美人だが常識も生活力もない姉のやひろ、やひろの恋人で図体はデカいが気が小さい、貫太郎という失業中の男とも出会う。
貧乏人同士助け合おうというタケの提案で、5人と一匹は共同生活を始める。
家族のように暮らす5人と一匹だが、平和な日々は長くは続かなかった。怪しげな車が様子を窺うようになり、ボヤ騒ぎが起きる。そして、「トサカ」が姿を消し、変わり果てた姿で発見される。
5人はヒグチへの復讐を企てる。だが、その後明らかになったのは、思いも寄らないとんでもない事実だった･･･。

## 登場人物

### 主人公と関係者
武沢竹夫
愛称はタケ。
物語開始時点で既に7年も詐欺を続けている。
入川鉄巳
愛称はテツ。イルカのような口が特徴。
タケとともに詐欺をしている。
河合まひろ
セミロングの茶色い髪を持つ18歳。
スリで生活費を稼いでいる。
河合やひろ
まひろの姉。
仕事はせず、まひろのスリの金で生活している。
石屋貫太郎
やひろと付き合っている。
前の仕事が失敗したため、まひろとやひろの家に居候している。
トサカ
雄の仔猫。額の一部がトサカのようになっていたため付けられた。

### ヤミ金組織関係者
ヒグチ
下記の者を統率する存在。
ノガミ
ゴリラのような容姿をしている。
セイリヤ
主人公らが勝手に付けた名前。
老ソラマメ
主人公が勝手に付けた名前。

## 映画
2012年11月23日公開。監督は伊藤匡史、主演は阿部寛。阿部寛が『麒麟の翼』・『テルマエ・ロマエ』の演技と併せて評価され第55回ブルーリボン賞主演男優賞を獲得。能年玲奈が第37回報知映画賞新人賞を受賞。
作中にある多くの伏線は、結末だけにかかわらず様々な場面に対して使われているが、その多くが公開時のパンフレットに記載された。（『17のチェックポイント』）

### 映画あらすじ
タケこと武沢竹夫はやさぐれたベテランの詐欺師。元はまっとうなサラリーマンだったが、闇金の取り立てで職を失う。なし崩しに借金取りにさせられヒグチというヤクザに追い込みを命じられる。その結果、娘を抱えた母親が自殺。良心の呵責から経理資料を警察に持ち込んだ結果、ヒグチたちは逮捕されたが、タケは自宅を放火され幼い娘を失う。なにもかも失ったタケは自殺を図ろうとするも死にきれず、復讐を恐れ逃げ回る生活を余儀なくされていた。
そんなとき、鉄橋で下をのぞき込む男(テツ)を見かける。自分も追い詰められた過去を持つタケはテツを拾い、二人はコンビを組んで仕事を重ねる。競馬場で一仕事終え、ラーメン屋で食事をしていた二人は住んでいるアパートが火事になったことを知り慌てて逃げ出す。
タケとテツは綾瀬に一軒家を借りて新生活を始めた。上野での一仕事のあと、二人は仕事に失敗したスリの少女(まひろ)を見かけて逃がしてやる。その後、まひろから生活に窮していることを聞かされたタケは一万円札を渡し、困ったことがあればウチに来いと誘う。
ある朝二人が目覚めると若い3人の男女が茶の間に勝手に上がり込んでいた。それはアパートを追い出されたまひろと、美人だが常識も生活力もない姉のやひろ、そしてやひろの恋人で図体はデカいが気が小さい元イジメられっ子で失業中の時計職人貫太郎だった。
貧乏人同士助け合おうというタケの提案で5人は共同生活を始める。
子猫の「トサカ」も加わり、家族のように暮らす5人だが、平和な日々は長くは続かなかった。怪しげな車が様子を伺うようになり、ボヤ騒ぎが起きる。そして、「トサカ」が姿を消し、変わり果てた姿で発見される。
5人はヒグチへの復讐を企てる。だが、その後明らかになったのは思いも寄らないとんでもない事実だった･･･。

### キャスト
- 武沢竹夫（タケ）：阿部寛
- 入川鉄巳（テツ）こと河合光輝：村上ショージ
- 河合まひろ：能年玲奈
- 河合やひろ：石原さとみ
- 石屋貫太郎：小柳友
- 質屋の店主：ベンガル
- 競馬場の客：ユースケ・サンタマリア
- 豚々亭のマスター：戸次重幸
- 馬々亭の店員：なだぎ武（ザ・プラン9）
- ヒグチ：鶴見辰吾
- ノガミ：古坂大魔王
- ヒグチの手下：上田耕一

その他、原田善友、東加奈子、佐藤秀国、坪谷隆寛、岡部尚、林和哉、兼松若人、池田わたる、植木紀世彦、龍坐、市川佳代子、本村幸雄、岩井秀人、平原テツ、坂本龍一、西尾浩行、内藤トモヤ、杉浦舞美、松柳七央、玉村静、広野未奈、福田英司、稲森誠、石橋けい、須藤菜々子、清水詩音、岡村多加江、村松恭子、カゴシマジロー、潮見勇輝、山下純、山下羽音、山下梢、小林賢二、横田砂選

### スタッフ
- 監督・脚本：伊藤匡史
- 原作：道尾秀介
- 撮影：岡雅一
- 音楽：林祐介、Sightow
- イメージソング：泉沙世子「スクランブル」（キングレコード）
- 音楽プロデューサー：和田亨
- 美術：古谷美紀、清原麻祐子
- 録音：鈴木肇
- 照明：松隈信一
- 製作：重村博文、小西啓介、鳥羽乾二郎、木沢裕一、油谷昇、髙橋誠
- プロデューサー・企画：玉江唯
- アソシエイトプロデューサー：西村信次郎、篠田学
- ラインプロデューサー：深津智男
- 編集：後藤あずさ
- 音響効果：岡瀬晶彦
- スタイリスト：新崎みのり
- 装飾：酒井拓磨、田中宏
- 助監督：桑島憲司
- ヘア＆メイク：加藤由紀
- 制作担当：中山泰影
- 製作総指揮：フォックス・インターナショナル・プロダクションズ・ジャパン
- 制作プロダクション：ジャンゴフィルム
- 制作協力：日活
- 配給：20世紀フォックス映画、ファントム・フィルム
- 製作：「カラスの親指」フィルムパートナーズ（フォックス・インターナショナル・プロダクションズ・ジャパン、20世紀フォックス映画、20世紀フォックスホームエンターテイメントジャパン、キングレコード、ファントム・フィルム、日活、電通、衛星劇場、KDDI）

### Blu-ray / DVD
2013年5月29日発売。発売・販売元はキングレコード。
- カラスの親指 通常版（1枚組）
  - 映像特典
    - 特報・劇場予告編・TVスポット集
    - 未公開シーン1 まひろがタケが寝ているふとんにもぐりこんだ!?
    - イメージソング 泉沙世子「スクランブル」ミュージックビデオ［映画コラボVer.］
- カラスの親指 豪華版（2枚組・初回限定生産）
  - ディスク1：本編ディスク（通常版と同様）
  - ディスク2：特典DVD
    - メイキング
    - キャストインタビュー集
    - イベント映像集
    - 未公開シーン2 タケVSヒグチ、白昼の大都会、雑踏もなかでの攻防。
    - 未公開シーン3 パジャマ姿で洗面台に立つやひろ、寝ぼけまなこで衝撃の一言...。

  - 封入特典
    - スペシャルブックレット

  - 特製アウターケース付き

### エピソード
- この作品の能年玲奈は新人扱いであり、ポスターやクレジット順では4番手だが、物語ではヒロインを演じている。まひろの役は「ショートカットが似合う少女」を前提に2011年始めにオーディションで募集。監督はオーディション当時ロングヘアーだった能年にショートカットのカツラを被せたところ似合ったために、「髪を切ったらブレイクするんじゃないか」という理由が起用の一つとしており、今作で能年は20cm以上髪を切った。また、能年の新しい一面が出れば良いという思いで、監督自らまひろの設定を初期の脚本から大きく変更した[2]。能年は連続テレビ小説『あまちゃん』撮影中に本作で報知映画賞新人賞を受賞したことをマネージャーから聞かされた[3]。